# Bitka pri Piqui
Bitka pri Piqui, znana tudi kot Bitka pri Pekowee, Bitka pri Pekowiju, Bitka pri Peckuweju in Bitka pri Pickawayu, je bila vojaška bitka, ki se je zgodila 8. avgusta 1780 v indijanski vasi Piqua ob reki Mad (Ohio) v zahodnem delu Ohia med milico okrožja Kentucky v Virginiji pod poveljstvom generala Georgea Rogersa Clarka in Indijanci ljudstva Shawnee pod poveljstvom poglavarja Črno kopito (Black Hoof). Indijanci so bili pregnani, vas in okoliška polja pa so bila požgana, vendar je Clark utrpel hude žrtve. Clarkova odprava je bila odgovor na Birdovo invazijo na Kentucky pred tem tistega poletja, ki so jo izvedle združene sile bojevnikov plemen Shawnee, Lenape in Miami, ki so ubile in ujele na stotine belih naseljencev.

## Ozadje
Bitka je bila del kampanje v Ohiu na zahodnem prizorišču ameriške osamosvojitvene vojne. Pod vodstvom generala Georga Rogersa Clarka je 970 vojakov v začetku avgusta 1780 prečkalo reko Ohio blizu današnjega Cincinnatija in nadaljevalo pot po reki Little Miami in Mad River. Prispeli so do vasi Old Chillicothe v plemenu Shawnee (severno od današnje Xenia, Ohio), ki so jo takrat Shawneeji poznali kot »Chalawgatha«. Clark jo je našel zapuščeno in jo je ukazal požgati. Nato je nadaljeval pot nekaj kilometrov severno do vasi Piqua, približno 7 mi (11 km) zahodno od sodobnega mesta Springfield (ne smemo je zamenjevati s sodobnim mestom Piqua, Ohio ob reki Great Miami), kamor so se Shawneeji umaknili. Clark je v vas prispel 8. avgusta 1780. Vas je obdajala majhna palisada. Piqua je bila takrat glavno mesto Shawneejev in je imela vsaj 3.000 prebivalcev.

## Bitka
Po več urah bojev sta obe strani utrpeli znatne žrtve. Shawneeje je Clark pregnal, ko je s topništvom obstreljeval palisado z rečnih pečin nad vasjo. Clarkovi možje so nato dva dni požigali kar 500 hektarjev koruze, ki je obkrožala vas. Clark je poročal o 27 žrtvah (14 ubitih in 13 ranjenih), vendar so zgodovinarji to število popravili na skoraj trikrat večje na podlagi pričevanj preživelih očividcev. Število mrtvih pri Shawneejih ni znano,, vendar je znanih vsaj pet mrtvih.

## Posledice
Ta poraz je tako zdesetkal Shawneeje, da se namesto, da bi obnovili vas, preselili k Great Miami reki, kjer so se naselili severno od današnjega mesta Piqua, Ohio in svojo vas poimenovali Peckuwe (kasneje poangleško v "Piqua"). Bitka, največja v vojni zahodno od gorovja Allegheny, je bila ena redkih vojaških spopadov v Ohiu med ameriško revolucionarno vojno. Na mestu bitke je Zgodovinsko društvo okrožja Clark kasneje zgradilo spominsko pot in državni park, spomenik Georgeu Rogersu Clarku (39°54′45″N 83°54′30″W / 39.91250°N 83.90833°W) in državni park Tecumseh je bil kasneje zgrajen na mestu bitke s strani Zgodovinskega društva okrožja Clark.  Ob 142. obletnici je bila uradna slovesnost v spomin na spomenik Georgeu Rogersu Clarku, 18-metrski marmorni kip, pa tudi rojstni kraj Tecumseha. Park je bil leta 1930 razširjen in ob 150-letnici bitke je bila 9. oktobra 1930 v bližnjem kolidžu Wittenberg  organizirana zgodovinska konferenca.